# Ермервен
Ермервен (нід. Ermerveen) — селище в нідерландській провінції Дренте. Входить до муніципалітету Еммен.
Його площа становить 0,43 км², а населення станом на 2021 рік складало 20 осіб.
Перша згадка про населений пункт датується 1850-ими роками.